# Theileria
Theileria (česky mořivka) je rod výtrusovců řazený mezi piroplazmy (Piroplasmida), kteří jsou příbuzní Plasmodiu (původce tropické malárie). Jsou to jednobuněční prvoci s obligátně parazitickým způsobem života. Způsobují vážná onemocnění dobytka, kopytníků a výjimečně i člověka. Jejich přenašečem jsou klíšťata a klíšťáci.
Rod Theileria se pravděpodobně poprvé objevil v miocénu u přežvýkavců. Je pojmenován po Gertrud Theiler, dceři Arnolda Theilera, otci veterinárního lékařství ve východní Africe.
Genomy Theileria orientalis Shintoku, Theileria equi WA, Theileria annulata Ankara a Theileria parva Muguga byly sekvenovány a zveřejněny. Jsou vyvíjeny vakcíny proti Theilerii a v roce 2010 byla vládou Keni, Malawi a Tanzanie zaregistrována vakcína, která údajně chrání dobytek před východoafrickou pobřežní horečkou. V současné době jsou již klinicky testovány vakcíny proti některým dalším Theileriím.

## Životní cyklus
Definitivním hostitelem jsou klíšťata či klíšťáci. Ti nasají gametocyty z krve mezihostitele (obratlovce), které se změní v gamety. Následuje sexuální proces a vznik zygoty. V těle klíštěte se vytváří i ookinet a oocysta. Tento proces obvykle probíhá mimo tělo hostitele, ale zde žádné takové stádium není. Tento proces probíhá zvnějšku zažívací soustavy. Vzniklí sporozoiti cestují do slinných žláz, kde čekají na sání, aby se dostali do svého mezihostitele. Spolu se slinami putují do obratlovce, kde se lymfocytech asexuálně opakovaně množí (merogonie). Z nakažené buňky udělají nesmrtelnou buňku, která se dělí i s cizopasníkem. Po čase vznikají gametocyty, které teprve vlezou do erytrocytů, kde čekají na nasátí vektorem.

## Šíření onemocnění
Obvykle se jedná o zoonózy, které ale mají antroponotický potenciál. (Může se tím nakazit i člověk.) Onemocnění se nejčastěji objevuje u lidí s poškozenou slezinou.

## Popis
Oproti jiným čeledím z řádu Piroplasmida jsou Theilerie extrémně redukované (postrádají subpellikulární mikrotubuly, vnitřní membránový komplex i mikronémy.

## Zástupci
Někde stále zůstává nejasné zařazení mezi čeleděmi Piroplasmid. Rozdíl je v tom, kde v hostiteli probíhá schizogonie, pokud jen v erytrocytech, tak se jedná o Babesie, pokud i v lymfatických uzlinách, tak jde o Theilerie.
Asi 40 druhů infikuje převážně kopytníky v Africe a Asii, ale vyskytují se také u australských vačnatců, lišek a dalších savců.
- Theileria parva (mořivka malá) je nejdůležitějším zástupcem, neboť je původcem východoafrické pobřežní horečky skotu - „East Coast fever“.
  - Východoafrická pobřežní horečka skotu je jedním z nejzásadnějších onemocnění dobytka ve východní a střední Africe. Nakažená zvířata (skot, zebu, buvoli) onemocní lymfoproliferativní chorobou a trpí vysokými horečkami, otoky mízních uzlin, průjmem a anémie (mortalita až 90 %). V krvinkách nakažených zvířat se nacházejí dvojice až čtveřice čárkovitých merozoitů o velikosti 1,5 – 2,0 x 0,5 – 1,0 µm.[1]
  - Přenašečem jsou klíšťata rodu Rhipicephalus. Theileriózy se léčí tetracyklinem a po onemocnění se vytváří trvalá sterilní imunita.
- Theileria annulata je také parazitem skotu a způsobuje tropickou theileriózu
- Theileria equi způsobuje koňskou piroplasmózu. Merozoity v erytrocytech jsou asi 2–3 µm dlouhé, kulatého nebo vejčitého tvaru.
- Theileria electrophori
- Theileria microti
- Theileria orientalis se rozmnožuje převážně v infikovaných erytrocytech
- Theileria buffeli
- Theileria cervi
- Theileria dromedarii
- Theileria hirci (mořivka kozí)
- Theileria lawrencei
- Theileria lestoquardi
- Theileria mutans
- Theileria ovis (mořivka ovčí) - patogen ovcí a malé přežvýkavce
- Theileria separata
- Theileria sergenti
- Theileria taurotragi
- Theileria velifera